# Daniel Albrecht
Daniel Albrecht född 25 maj 1983 i Fiesch, Schweiz är en alpin skidåkare.
Albrecht slog igenom 2003 när han tog tre guldmedaljer vid junior-VM, i störtlopp, storslalom och kombination. På VM 2007 fick han sitt stora genombrott som senior när han tog guld i kombination och silver i storslalom.

## Meriter

### Junior-VM
- 2003 guld i störtlopp
- 2003 guld i kombination
- 2003 guld storslalom
- 2003 silver i slalom

### VM
- 2007 guld i kombination
- 2007 silver i Storslalom

## Världscupsegrar
| Datum            | Plats        | Gren              |
| ---------------- | ------------ | ----------------- |
| 29 november 2007 | Beaver Creek | Super-Kombination |
| 2 december 2007  | Beaver Creek | Storslalom        |
| 26 oktober 2008  | Sölden       | Storslalom        |